# Piotr Bakariew
Piotr Iwanowicz Bakariew, ros. Пётр Иванович Бакарев (ur. 1 września?/14 września 1907 w Kustanaju, zm. 11 listopada 1970 w Moskwie) – radziecki generał porucznik wojsk technicznych.

## Życiorys
Mieszkał w Sewastopolu, gdzie ukończył rabfak (fakultet robotniczy), 1929–1930 odbywał służbę w wojskach kolejowych Armii Czerwonej, później studiował w Leningradzkim Instytucie Politechnicznym. W 1932 został przyjęty do WKP(b), od 1933 ponownie służył w armii, dowodził plutonem i kompanią w pułku kolejowym, w 1938 ukończył Akademię Wojskowo-Transportową, w momencie ataku Niemiec na ZSRR był komisarzem 5 Brygady Kolejowej, później został szefem wydziału politycznego i zastępcą dowódcy brygady. W styczniu 1942 objął dowództwo brygady, od lutego 1944 do końca wojny był szefem Zarządu Prac Wojskowo-Odbudowujących nr 9 i dowódcą wojsk kolejowych 2 Frontu Białoruskiego. Dowodzona przez niego brygada prowadziła prace odbudowy na odcinkach kolejowych Woroneż–Kastornaja, Kastronaja–Stary Oskoł, Kastornaja–Kursk i wielu innych. Później jego podkomendni ubezpieczali kierunki kolei: Działdowo–Toruń–Bydgoszcz–Szczecinek–Stargard–Pyrzyce i Nasielsk–Toruń–Bydgoszcz–Piła-Starogard. Po wojnie dowodził 4 i 2 Korpusami Kolejowymi, 1954–1955 był komenderowany służbowo do Chin, potem został głównym inżynierem i zastępcą szefa Głównego Zarządu Wojsk Kolejowych (8 sierpnia 1955 otrzymał stopień generała porucznika wojsk technicznych), 1961–1969 był głównym inżynierem wojsk kolejowych i zastępcą szefa wojsk kolejowych ds. technicznych.

## Ordery i odznaczenia
- Złoty Medal „Sierp i Młot” Bohatera Pracy Socjalistycznej (ZSRR, 5 listopada 1943)
- Order Lenina (ZSRR, trzykrotnie: 13 września 1943, 5 listopada 1943 i 30 grudnia 1956)
- Order Czerwonego Sztandaru (ZSRR, dwukrotnie: 10 kwietnia 1945 i 19 lutego 1951)
- Order Kutuzowa I klasy (ZSRR, 29 lipca 1945)
- Order Czerwonego Sztandaru Pracy (ZSRR, 2 czerwca 1962)
- Order Wojny Ojczyźnianej I klasy (ZSRR, 30 kwietnia 1943)
- Order Czerwonej Gwiazdy (ZSRR, dwukrotnie: 27 marca 1942 i 5 lutego 1946)
- Medal „Za zasługi bojowe” (ZSRR)
- Medal jubileuszowy „W upamiętnieniu 100-lecia urodzin Władimira Iljicza Lenina” (ZSRR)
- Medal „Za zwycięstwo nad Niemcami w Wielkiej Wojnie Ojczyźnianej 1941–1945” (ZSRR)
- Medal „Za wyzwolenie Warszawy” (ZSRR)
- Medal „Za zdobycie Królewca” (ZSRR)
- Medal jubileuszowy „30 lat Armii Radzieckiej i Floty” (ZSRR)
- Medal jubileuszowy „40 lat Sił Zbrojnych ZSRR” (ZSRR)
- Medal jubileuszowy „50 lat Sił Zbrojnych ZSRR” (ZSRR)
- Medal jubileuszowy „Dwudziestolecia zwycięstwa w Wielkiej Wojnie Ojczyźnianej 1941–1945” (ZSRR)
- Krzyż Komandorski Orderu Odrodzenia Polski (10 lipca 1945)[1]
- Medal za Odrę, Nysę, Bałtyk